# أبطال الديجيتال

## تعريف أبطال الديجيتال
أبطال الديجيتال والمُسماة في الإصدار الأصلي بديجيمون (باليابانية: デジモン، بالروماجي: Dejimon)، سلسلة أنمي ومانغا يابانية تحكي عن العالم الرقمي، وعوالم البرمجة عن طريق مجموعة من الأطفال الذين يحاولون إنقاذ العالم الرقمي من الفيروسات والمعتدين في إطار حكاية خيالية معقدة تمزج الواقع بالعلم بالأسطورة.
أُصدر حتى الآن سبعة سلاسل أنمي، ستةٌ منها على شكل مُسلسل مُتتابع الحلقات، وأما الإصدار السابع فكان على شكل سلسلة أفلام، بالإضافة إلى أفلام أخرى ومطبوعات وألعاب فيديو.
دُبلجت سلسلة الديجيمون إلى العربية في أربعة سلاسل، إضافةً إلى قسم من السلسلة السادسة حيث دُبلجت 30 حلقة من أصل 79 من السلسلة السادسة، السلسلتان الأوليان منها متصلتان، والبقيّة منفصلة تماماً، في الفكرة والأسلوب والتوجه.
شارة البداية في الجزئين الأول والثاني من غناء الفنانة السورية سونيا بيطار، شارة الجزء الثالث من غناء الفنانة عنان الخياط اما شارة الجزء الرابع فهي من اداء الفنانة رشا رزق .
تجسد هذه المغامرات الصراع بين الشر والخير ويظهر روح التعاون بين الأصدقاء لتحقيق الهدف المنشود وهو سيادة الخير وزوال الشر، ويظهر العقبات التي تواجه كل من ينشد الخير وكيف التغلب على هذه العقبات بالتمسك بالإرادة النقية في دحض الشرور وبمعاونة أنصار الخير.
الجديد في هذا المسلسل الكرتوني هو أسلوب القصة الممزوج بالحداثة والعصرية التي وصل إليها الإنسان، حيث تنطلق الحيوانات القوية من أجهزة إلكترونية بصورة رقمية تتمثل في أضواء ساطعة لتتجسد في جسم مخلوق غريب الشكل قوي البنية في معظم الأحوال ليقف في وجه الشر المحدق.
ربما يجوز أن نسمي السلسلة الأولى سلسلة الانبهار، ففيها كان الأبطال مندهشين بكل شيء، وفيها تعرضوا للمفارقات الأولى للعالم الرقمي، مثل البرامج الفيروسية، واختلاف الزمن الرقمي عن الزمن الواقعي، وأعطال البرمجة الابتدائية التي تعلموها، والاتصال بقاعدة البيانات، واستدعاء مرافقيهم، ثم إنقاذ أنفسهم من الرقمنة.

## التسمية
تُسمى السلسلة بشكلٍ عام ديجيمون (بالإنجليزية: Digimon) وتعني هذه الكلمة الوحوش الرقميّة؛ لإنها ناتج جمع كلمتيّ Digital والتي تعني رقميّ وكلمة Monsters والتي تعنيّ الوحوش الرقميّة، ولكُل جُزء من الأجزاء اسمٌ خاص به، أما في الدبلجة العربية فقد تغيّرت الأسماء.
| الإصدار | الاسم الأصلي              | الاسم الأصلي                     | الاسم في الدبلجة العربية      |
| الإصدار | الاسم بالإنجليزي          | الاسم المُترجم                    | الاسم في الدبلجة العربية      |
| ------- | ------------------------- | -------------------------------- | ----------------------------- |
| الأول   | Digimon Adventure         | مغامرة الديجيمون                 | أبطال الديجيتال الجزء الأول   |
| الثاني  | Digimon Adventure 02      | مُغامرة الديجيمون 02              | أبطال الديجيتال الجزء الثاني  |
| الثالث  | Digimon Tamers            | مروضو الديجيمون                  | أبطال الديجيتال الجزء الثالث  |
| الرابع  | Digimon Frontier          | حدود الديجيمون                   | أبطال الديجيتال الجزء الرابع  |
| الخامس  | Digimon Savers            | حُماة الديجيمون                   | لا يُوجد                       |
| السادس  | Digimon Fusion (Season 1) | اندماج الديجيمون (الموسم الأول)  | اندماج الديجيمون الجزء الأول  |
| السادس  | Digimon Fusion (Season 2) | اندماج الديجيمون (الموسم الثاني) | اندماج الديجيمون الجزء الثاني |
| السادس  | Digimon Fusion (Season 3) | اندماج الديجيمون (الموسم الثالث) | لا يُوجد                       |

## الأجزاء

### السلسلة الأولى
أبطال الديجيتال الجزء الأول باليابانية:デジモン・アドベンチャー، أبطال السلسلة الأولى سبعة، أضيف إليهم في مرحلة متقدمة من السلسلة البطل الثامن، وهم:
| الشخصية | اسم الشخصية بالياباني        | صفات الشخصية | المرافق الرقمي | اسم الشخصية بالياباني | صفات الشخصية |
| ------- | ---------------------------- | --- | -------------- | --------------------- | --- |
| أمجد    | 八神 太一 (ياغامي تايتشي)    | قائد المجموعة المثالي وهو الأخ الأكبر لهند، يمثل مع يامن أهم وأقوى عضوين بهذا الجزء. يتميز أمجد بأنه عنيد ومتهور، لكنه أيضاً مرح وشجاع. يحمل قلادة الشجاعة | رعد            | アグモン (آغومون)     | هو ديناصور ويتحول إلى 5 مستويات وهي: المستوى الأول:ورد(كورومون) المستوى الثاني:رعد(اجمون) المستوى الثالث: صنديد(جريمون) المستوى الرابع: صنديد المدرع(ميتال جريمون) المستوى الخامس: جلمود(وارجريمون)               |
| يامن    | 石田 ヤマト (إيشيدا ياماتو)  | شخصية مهمة ويمكن اعتباره القائد الثاني للمجموعة كما أنه في كثير من الأحيان معارض لقرارات أمجد. انطوائي وعصبي المزاج في كثير من الأحيان لدرجة أنه ترك المجموعة أكثر من مرة ليصير أكثر هدوءاً ومرَحا في الجزء الثاني. تحب يامن أخت سليم واسمها مَجد، ولكنه يحب سمر حباً صادقاً فتزوجها عندما كبر وأنجب منها ولداً وبنتاً وهو الأخ الأكبر لوسيم. يحمل قلادة الصداقة                                                                                    | كاسر           | ガブモン (غابومون)    | هو مخلوق رقمي غريب ويتحول إلى 5 مستويات وهي: المستوى الأول: رمح. المستوى الثاني: كاسر.(جابومون) المستوى الثالث: رماح(جارورومون). المستوى الرابع: رماح المدرع(وارجارورومون). المستوى الخامس: سمهر(ميتال جارورومون) |
| مَي      | 太刀川 ミミ (تاتشيكاوا ميمي) | بالرغم من أنها كان ينظر إليها في البداية باعتبارها "فتاة أنانية"، لكن الواقع أنها مي محبة كثيراً لأصدقائها وتساعد المجموعة كثيراً بذلك. تحب الاعتناء بنفسها ويظهر ذلك من اناقتها. مي صادقة ورقيقة وصافية، تكره الحرب والقتال لكن تضحيات ليث والحوت ودعبول غيرت موقفها، إلا أن أكثر ما يغضبها هو أن ترى شادي منشغلا بحاسوبه. تحمل قلادة الصفاء                                                                                                  | زهرة           | パルモン (بالُمون)     | هي مخلوق نباتي وتتحول إلى 4 مستويات وهي: مستوى 1:حلم مستوى2:زهرة(بالُمون) مستوى 3: صبارة(توقيمون) مستوى 4: فراشة(ليليمون)                                                                                          |
| سمر     | 武之内 空 (تاكينوتشي سورا)   | سمر موثوقة جداً وتحاول دائما الاعتناء ببقية الأفراد في المجموعة وذلك منذ أول حلقة. هادئة وودودة وتخلق جوا من الإطمئنان داخل الفريق. تحمل سمر قلادة المحبة | هديل           | ピヨモン (بيومون)     | هي طائر أنثى وتتحول إلي 4 مستويات وهي: المستوى الأول: فلة(بيوكومون). المستوى الثاني: هديل(بيومون). المستوى الثالث: جارح(بيردرامون). المستوى الرابع: عقاب(قارودامون)                                               |
| شادي    | 泉 光子郎 (إزومي كوشيرو)     | ذكي جداًّ ومنطقي وهو عنصر مفيد جدا للمجموعة في الجزأين الأول والثاني، فعلى الرغم من كونه من الصغار، إلا أنه خبير حاسوب ويستخدم باستمرار حاسوبه المحمول، إلا أن شغفه الشديد بالمعرفة كثيرا ما ينسيه الخطر المحدق بهم. شادي أيضا تعود على العزله والانطواء إلا أن هذه المغامرة جعلته اجتماعيا أكثر. وهو يحمل قلادة المعرفة | هادر           | テントモン (تنتومون)  | طائر إلكتروني بشبه حشرة كبيرة ويتحول إلى 4 مستويات وهي: المستوى الأول: زبد. المستوى الثاني: هادر(تنتومون). المستوى الثالث: إعصار(كابتيريمون). المستوى الرابع: إعصار المدرع(الترا كابتيريمون)                      |
| زين     | 城戸 丈 (كيدو جو)            | هو الأكبر سنا بين الأفراد ويمكن الاعتماد عليه لإحساسه بالمسؤولية تجاه أصدقائه، بالرغم بأنه دائم الخوف، لكنه يحاول أن يكون بمثابة القائد قبل أن يظهر دور أمجد في لم شمل المجموعة ويتولى القيادة. يحمل زين قلادة الاخلاص | بحر            | ゴマモン (غومامون)    | هو مخلوق يشبه الفقمة ويتحول إلى 4 مستويات وهي: المستوى الأول: رمل. المستوى الثاني: بحر(قومامون) المستوى الثالث: عاصف(إكاكومون). المستوى الرابع: سندان(زودزمون)                                                    |
| وسيم    | 高石 タケル (تاكايشي تاكيرو) | هو الفرد الأصغر لكنه فتى مبتهج ووديع، كان يعتمد على الآخرين لكنه تغير تدريجيا ليملك القدرة على القتال مثلهم، بل إنه تمكن من القضاء على الوحوش التي فشل الآخرون في مواجهتها كالخفاش وطنبور زعيم سادة الظلام.رغم أن يامن هو أخوه إلا أنه يحب أمجد حبا أخويا ويقتدي به، وذلك لأن أمجد يعتبر وسيم فردا مسؤولا خلافا ليامن الذي يرى فيه الأخ الصغير المحتاج دوما للحماية والرعاية ولكن تتغير نظرة يامن له خلال المسلسل. قلادة وسيم هي قلادة الأمل | صدى            | パタモン (باتامون)    | هو مخلوق أسطوري طائر يتحول إلى 4 مستويات وهي: المستوى الأول: سكر. المستوى الثاني: صدى(باتامون). المستوى الثالث: عنقاء(انجيمون). المستوى الرابع: صوان(هولي انجيمون)                                                |
| هند     | 八神 ヒカリ (ياغامي هيكاري)  | لطيفة ورقيقة المشاعر وهي في مثل سن وسيم، انضمت للمجموعة بعد أبطال الديجيتال الآخرين وكانت تعتمد كثيرا على أخيها الأكبر أمجد. وهي تملك طاقة كبيرة مما ساعد المجموعة كثيرا. كما أنها الفرد الوحيد الذي يملك مرافقا من المستوى الثالث قلادتها تعني النور | خرموش          | テイルモン (تايلومون) | هو قط رقمي كان تابعا للوطواط قبل أن يجد قلادة هند، يتحول إلى 4 مستويات وهي: المستوى الأول: فلفل. المستوى الثاني: قرقش. المستوى الثالث :خرموش(تايلومون). المستوى الرابع:غيثاء(انجيومون)                            |

### السلسلة الثانية
مرت ثلاث سنوات على المغامرة التي عاشها أبطال الديجيتال في السلسلة الأولى وقد انضم إليهم أربع أبطال جدد وبقي وسيم وهند من الشخصيات الرئيسة في الجزء الثاني:
| الشخصية | الاسم الياباني               | المرافق الرقمي                | الاسم الياباني           | صفات البطل الشخصية | مستويات المرافق الرقمي                                                                                          |
| ------- | ---------------------------- | ----------------------------- | ------------------------ | --- | --- |
| سليم    | 本宮 大輔 (موتوميا دايسوكي)  | مخلوق غريب يدعى أزرق          | ブイモン (فيمون)         | القائد الجديد لأبطال الديجيتال ويشبه كثيرا أمجد في الجزء الأول، فهو شجاع ولكنه عنيد ومتهور، وهو أيضاً يحب لعب كرة القدمويجيدها، وَلَعُه بهند يقوده إلى التنافس من جانب واحد مع وسيم. سليم فتى صادق وقد كان السبب وراء انضمام يزن للمجموعة وإخراجه من عزلته بعد هزيمته. يملك أكبر عدد من المقاتلين كما يحمل قلادتي الشجاعة ثم الصداقة | يم في المستوى الأول، أزرق (فيمون) في المستوى الثاني، رديف ووميض في المستوى الثالث، بريق وجازم في المستوى الرابع |
| سلمى    | 井ノ上 京 (إنوي مياكو)       | طائر يدعى صقر                 | ホークモン (هوكومون)     | فتاة نشيطة من أبطال الديجيتال الجدد، متهورة وأحيانا عنيدة، ولكنها تتبع شادي عندما يتعلق الأمر بمهارات الحاسوب والمعرفة التقنية. تشبه مي كثيرا كما أنها تحمل نفس قلادتها (الصفاء) | فرفر في المستوى الأول، صقر في المستوى الثاني، صارم وصافي في المستوى الثالث، قشعم في المستوى الرابع              |
| هاني    | 火田 伊織 (هيدا إيوري)       | سلحفاة رقمية سمي سلحوف        | アルマジモン (أرماديمون) | الأصغر سناً في الجزء الثاني، لكن على الرغم من هذا، فهو ولد راشد جداًّ ويفكر بالأشياء بروية وحرص تماماً مثل زين في الجزء الأول، إلا أن مواقفه كثيرا ما تتسم بالجفاء والشدة | عنب في المستوى الأول، سلحوف في المستوى الثاني، جندب وغواص في المستوى الثالث، ترس في المستوى الرابع              |
| وسيم    | 高石 タケル (تاكايشي تاكيرو) | مخلوق غريب له جناحان يدعى صدى | パタモン (باتامون)       | واحد من أبطال الديجيتال القدامى والذين تغيرت أدواتهم الرقمية للأداة الجديدة، وهو الأخ الأصغر ليامن، منذ الجزء الأول بدأ وسيم بالنضج ليكون ذا تفكير صائب في المواقف الخطيرة. وسبم يكره الوحوش التي ترتبط بطاقة الظلام كما أنه لم يتقبل في البداية انضمام يزن للمجموعة | سكر في المستوى الأول، صدى (باتامون) في المستوي الثاني، عنقاء، وصهيل في المستوى الثالث، صوان في المستوى الرابع   |
| هند     | 八神 ヒカリ (ياغامي هيكاري)  | قط أبيض يدعى خرموش            | テイルモン (تيلمون)      | واحدة من أبطال الديجيتال القدامى أيضا، وهي الأخت الصغرى لأمجد، وقد صارت أكثر وداًّ وتفاؤلاً في الجزء الثاني إلا أن غياب أمجد عنها كثيرا ما كان يشعرها بالضعف لاعتمادها عليه | فلفل في المستوى الأول، قرقش في المستوى الثاني، خرموش في المستوى الثالث، غيثاء وحوام في المستوى الرابع           |
| يزن     | 一乗寺 賢 (إتشيجوجي كين)     | دودة قز سمي صدف               | ワームモン (وامومون)     | فتى موهوب في الألعاب الرياضية والأكاديميات، يزن اختير كبطل ديجيتال لسنوات قبل أبطال الديجيتال الجدد، كانت مهاراته مدعومة من قبل قوى الظلام على الرغم من أنها قادته للجنون، مع رغبته في أن يصير الإمبراطور ويحتل العالم الرقمي الذي كان يظن أنه مجرد لعة فيديو. بعد هزيمته في قاعدته نَدم على ما كان يؤذي به أبطال الديجيتال والمخلوقات الرقمية وأبويه، ثم انضم إلى الفريق مؤخراً وذلك بعد أن طلب منه سليم ذلك وأقنع باقي الأفراد تدريحيا به. وخلال الفترة التي كان فيها يزن الإمبراطور في العالم الرقمي كان منعزلاً وقاسياً، ولكن بعد هزيمته في قاعدته، عاد يزن إلى حقيقته كفتى عادي ولطيف. وهو الوحيد الذي يملك قلادة اللطف | يرقة في المستوى الأول، صدف (وامومون) في المستوى الثاني، جرجار في المستوي الثالث                                 |

#### مقاتلو المستوى الأقصى
| الشخصيات   | المخلوقات المتحدة | المقاتلون بعد اتحاد الطاقة                                                                                  |
| ---------- | ----------------- | --- |
| أمجد ويامن | جلمود وسمهر       | شكلا معامقاتلا قويا جدا يدعى كاسح ويلزم حالة واحدة. لم يعد ممكنا تشكيله بعد أن تراجعت طاقة الأبطال القدامى. |
| سليم ويزن  | جرجار وجازم       | شكلا معا وحشا رقميا يدعي شامخ وله ثلاث حالات شامخ وشداد وشداد المدرع                                        |
| هاني ووسيم | عنقاء وترس        | شكلا معا وحشا رقميا يدعى طنجور ويلزم حالة واحدة                                                             |
| سلمى وهند  | قشعم وخرموش       | شكلتا معا مقاتلة تدعى هيفاء وتلزم حالة واحدة أيضا                                                           |

### السلسلة الثالثة
لم تتشابه السلسلة الثالثة بالسلسلتين الأولى والثانية إلا بالاسم
| الشخصية    | الاسم الياباني             | المرافق الرقمي | الاسم الياباني                     | الصفات الشخصية للبطل | مستويات المرافق الرقمي                                                                                             |
| ---------- | -------------------------- | -------------- | ---------------------------------- | --- | --- |
| نعيم       | 松田 啓人 (تاكاتو ماتسودا) | صخر            | ギルモン (غيرومون)                 | شجاع وطيب القلب وهو من تدور حوله قصة المسلسل وهو يحب لجين | صخر في المستوى الأول، صخر الكبير في المستوى الثاني، دمية الخبير في المستوى الثالث، الفارس الأحمر في المستوى الرابع |
| حنان       | 牧野 留姫 (ريكا ماكينو)    | صفراء          | レナモン (رينامون)                 | حنان طالبة في الصف الخامس لكنها متكبرة وصعبة الإرضاء، متقلبة المزاح وهي جميلة                                                                                         | صفراء في المستوى الأول، صفراء المحدثة في المستوى الثاني، القطة في المستوى الثالث، الهديل في المستوى الرابع         |
| رافع       | 李 健良 (لي جيانليانغ)     | قنفذ           | テリアモン (تيريامون)              | رافع طالب في الصف السادس، حكيم وهادئ، خرج قنفذ عن سيطرته في أول حلقات المسلسل وهو يحب حنان                                                                            | قنفذ في الستوى الأول، قنفذ المحدث في المستوى الثاني، البعوضة في المستوى الثالث، الآلى الأخضر في المستوى الرابع     |
| لجين       | 加藤樹莉 (جوري كاتو)       | سبع            | レオモン (ريومون)                  | طالبة في الصف الخامس، فناة محبة ولطيفة، لكنها متعصبة أحيانا | سبع في المستوى الأول ولم تخرج من المستوى الأول لأن القط الفايروس قد قتل مرافقها                                    |
| سامي       | 秋山 リョウ (ريو أكياما)   | جامح           | サイバードラモン (سايبادورامون)    | واحد من أبطال الديجيتال فتى غامض فقد بعد فوزه على حنان، ووحلوله في المركز الأول في بطولة بطاقات الديجيتال ويحب حنان كثيرا                                             | |
| فتحي       | 塩田 博和 (هيروكازو شيوتا) | الرجل الآلي    | ガードロモン (غادورومون)           | واحد من أبطال الديجيتال فتى كوميدي وهو صديق جيد جدا مع نعيم وهادي، وغالبا ما يتغلب عليهم في لعبة بطاقات الديجيتال. ويعتبر سامي مثلا له                                | |
| هادي       | 北川 健太 (كينتا كيتاغاوا) | وردي           | マリンエンジェモン (مارين-أنجيمون) | واحد من أبطال الديجيتال وهو صديق جيد جدا مع نعيم وفتحي. فهو إلى حد كبير أكثر هدوءا وأقل ميلا للتحدث بدون تفكير مقارنة بفتحي                                           | |
| سوسو       | 李 小春 (لي شاوتشونغ)      | أسمر           | ロップモン (روبُّومون)               | أخت رافع الصغرى والأضغر بين أبطال الديجيتال(مع منار ونانا)، علمت في البداية أن قنفذ حي، لكنها تعامل المخلوقات الرقمية كأنها ألعاب محشوة، مما يثير الاستياء عند قنفذ.  | أسمر من المستوى الأول، الأرنب من المستوى الثاني                                                                    |
| منار ونانا | アイ(أي) マコト (ماكوتو)   | القط الناري    | インプモン (إنبمون)                | اثنان صغيران قابلا القط الناري أثناء تجوله في العالم الحقيقي، وقدم تجربته مع الخصومة بينهما جعلته يكره بشدة البشر، تم التوفيق بينها وبين القط الناري قرب نهاية الجزء. | القط الناري من المستوى الأول، القط الفارس من المستوى الثاني                                                        |

### السلسلة الرابعة
| الاسم         | الاسم الياباني            | الصفات الشخصية للبطل |
| ------------- | ------------------------- | --- |
| أسامة 15 عاما | 神原拓也 (كانبارا تاكويا) | قائد المجموعة |
| عامر 15 عاما  | 源輝二 (ميناموتو كوجي)    | هادئ ومتحفظ |
| جميل 16 عاما  | 柴山純平 (شيباياما جونبي) | العضو الأكبر في المجموعة ويحب ميمي                                                                                        |
| ميمي 15 عاما  | 織本泉 (أوريموتو إزومي)   | الفتاة الوحيدة في المجموعة من هذا الموسم                                                                                  |
| رامي 9 اعوام  | 氷見友樹 (هيمي توموكي)    | العضو الأصغر في المجموعة                                                                                                  |
| سامر 15 عاما  | 木村輝一 (كيمورا كويتشي)  | الأخ التوأم لعامر، تم التفريق بينهما عندما كانا طفلين وتطلق والديهما، فقد ذاكرته وصار عدوا لهم، لكنه لاحقا صار صديقا لهم. |

### السلسلة السادسة
| الاسم          | الاسم الياباني                | الصفات الشخصية للبطل                                                | المرافق الرقمي   | الاسم الياباني          | صفات المرافق                                   |
| -------------- | ----------------------------- | ------------------------------------------------------------------- | ---------------- | ----------------------- | ---------------------------------------------- |
| تايكي كودو     | 工藤 タイキ (كودو تايكي)      | فتى طيب القلب لا يمكن أن يدير ظهره لأحد (قائد فريق القلوب المندمجة) | شاوتمون          | シャウトモン (شاوتومون) | مرافق تايكي غبي بعض الشيء                      |
| كيريها أونوما  | 青沼 キリハ (أونوما كيريها)   | ولد مغرور لا يهتم إلا لنفسه لكنه يصبح طيباً في النهاية               | غريمون           | グレイモン (غريمون)     | مقاتل يشبه صنديد العادي لكنه مع اختلافات قليلة |
| نيني أمانو     | 天野 ネネ (أمانو نيني)        | فتاة غريبة تفضل العزلة                                              | متعددة المرافقين | ---                     | ---                                            |
| يو أمانو       | 天野 ユウ (أمانو يو)          | أخ نيني الأصغر، هادئ، لطيف، طيب، ذكي                                | داميمون          | ダメモン (داميمون)      |                                                |
| زنجيرو تسوروغي | 剣ゼンジロウ (تسوروغي زنجيرو) | زميل تايكي في الصف، وهو يعد تايكي منافسه الدائم                     | ---              | ---                     | ---                                            |
| أكاري هينوموتو | 陽ノ本アカリ (هينوموتو أكاري) | صديقة تايكي منذ الطفولة وأصغر منه بسنة                              | كيوتمون          | キュートモン (كيوتومون) | مرافق أكاري وهو مخلوق رقمي يشبه الأرنب         |

## وصلات خارجية
- أبطال الديجيتال على موقع IMDb (الإنجليزية)
- أبطال الديجيتال على موقع ميوزك برينز (الإنجليزية)
- أبطال الديجيتال على موقع ديسكوغز (الإنجليزية)
- أبطال الديجيتال على موقع كينوبويسك (الروسية)
- أبطال الديجيتال على موقع قاعدة بيانات الفيلم (الإنجليزية)
- الموقع الرسمي لأبطال الديجيتال باليابانية